# Heydar Ghiai
Heydar Gholi Khan Ghiaï de Chamlou, né le 23 octobre 1922 à Téhéran et mort le 6 septembre 1985 à Antibes, est un architecte iranien.

## Biographie
Heydar Ghiaï de Chamlou est issu d'une grande famille de Khans (noblesse iranienne), il obtient son premier diplôme d'architecte à l'université de Téhéran en 1947 et poursuit ses études à l'École nationale supérieure des beaux-arts de Paris, où il obtient son deuxième diplôme (DPLG) en 1952 dans l'Atelier Pontrémoli et Leconte.
Il obtient le Prix de Vienne en 1952.
Il crée son agence d'architecture à Téhéran en 1953 et fut un des pionniers de l'architecture moderne en Iran.
Entre 1953 et 1956, il réalise de nombreux projets privés, à la suite desquels il reçoit sa première commande d'État (le palais du Sénat). En 1973, il est nommé Architecte de la Cour impériale d'Iran et aide de camp du Shah d'Iran.
Il a également été professeur d'architecture à l'Université de Téhéran (Atelier Ghiaï), et a formé plusieurs générations d'architectes.

À la suite de la révolution iranienne en 1979, il s'installe en Belgique et crée à travers son fils Yves Ghiaï de Chamlou, une série d'agences d'architecture à travers le monde dont la base se trouve à San Francisco.
L'agence "Ghiaï Architects" en est à sa troisième génération de Ghiai avec Anahita Ghiai de Chamlou, petite-fille de Heydar Ghiaï et fille de Yves Ghiaï.

## Citations
- « Les jeux de l'ombre et de la lumière tracent une écriture vieille comme le soleil, message du début des temps qui trouve les aubaines du plaisir visuel »[1].
- « La proportion n'est pas un principe d'architecture mais un principe de vie »[1].
- « Certains rythmes s'adressent seulement aux regards qui ont filtré à travers le cœur »[1].

## Principales réalisations
- Le palais du Sénat de Téhéran
- Le palais de Farah Abad
- L'hôtel Hilton de Téhéran (aujourd'hui appelé Esteghlal Grand Hotel)
- Les Cinémas Radio City, Moulin Rouge et Drive-In de Téhéran Pars
- Le palais des Arts de Téhéran
- La gare ferroviaire de Mashhad
- La gare ferroviaire de Tabriz
- Le pavillon des étudiants Iraniens à Paris (Fondation Avicenne) avec la collaboration d'André Bloc et de Claude Parent
- Une trentaine de villas individuelles
- L'hôtel Carlton de Téhéran
- Le casino de Téhéran Pars
- Palais Ghiai,Téhéran

## Galerie

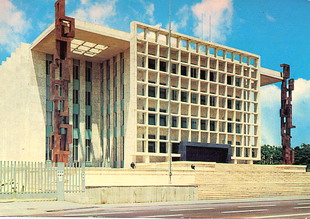
Palais du Sénat, Téhéran
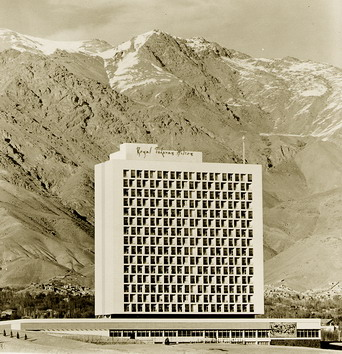
Hôtel Hilton, Téhéran
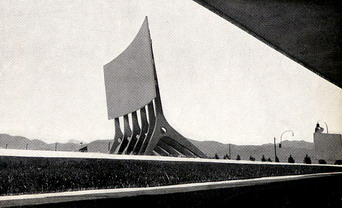
Drive in Cinéma, Téhéran Pars
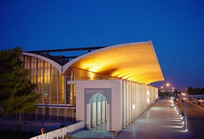
Gare, Mashhad
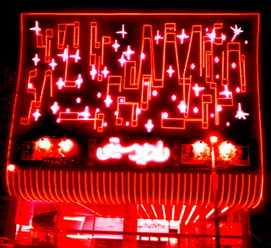
Cinéma Radio City, Téhéran
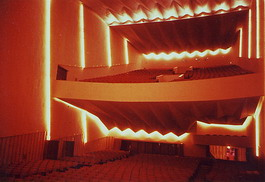
Cinéma Radio City, vue intérieure, Téhéran
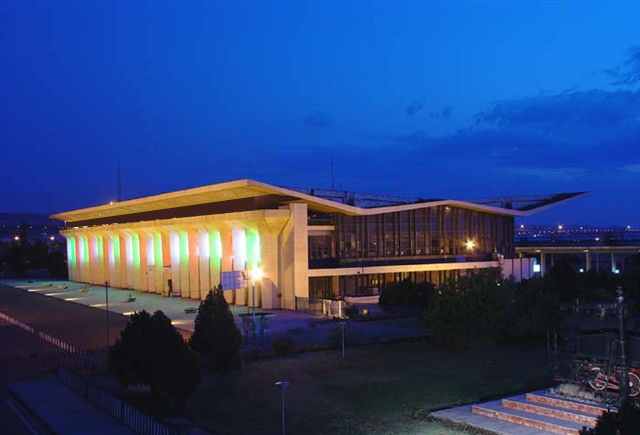
Gare ferroviaire de Tabriz, Tabriz
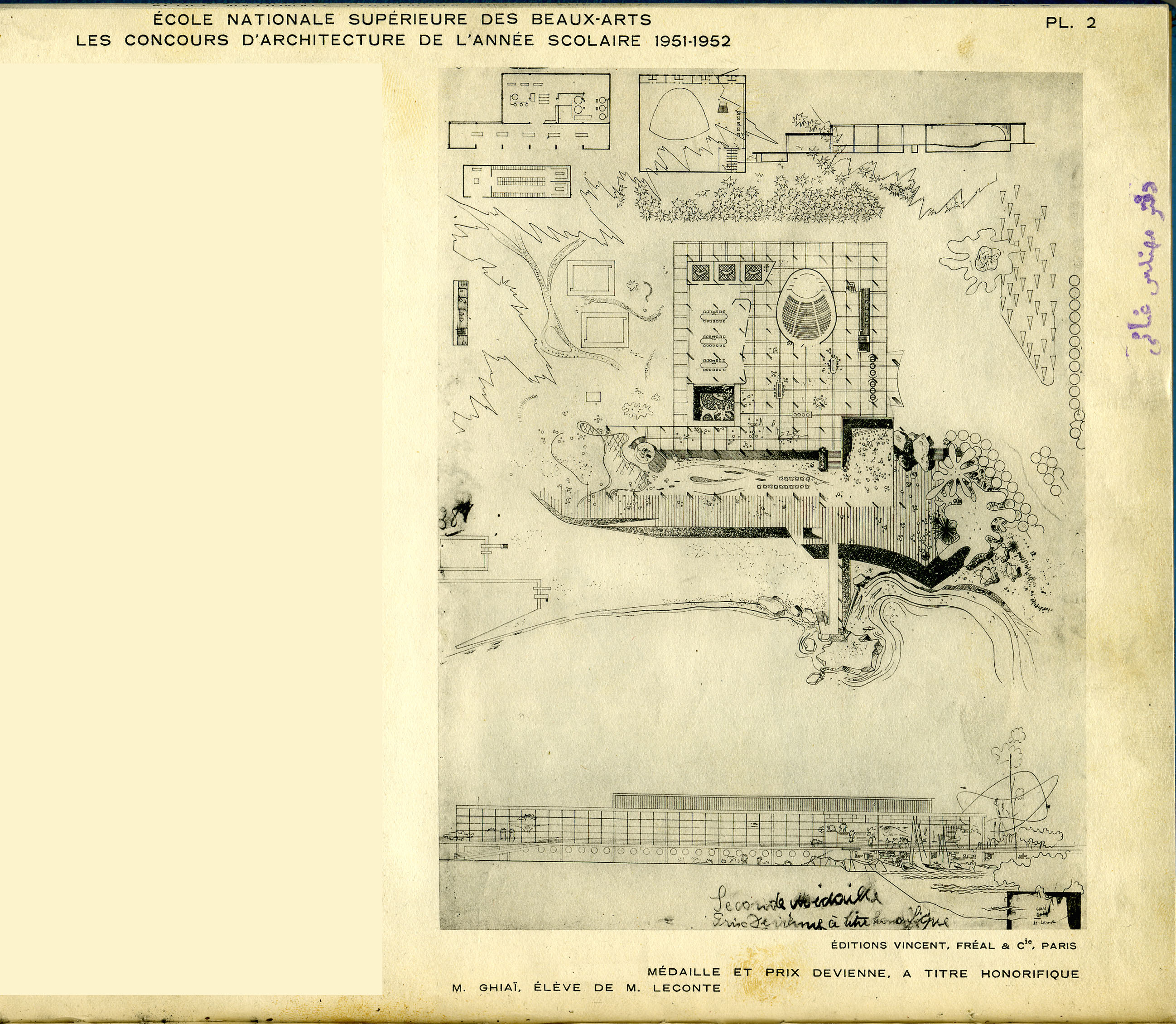
Projet de diplôme